# Али Хасан Мвињи
Али Хасан Мвињи (енгл. Ali Hassan Mwinyi; Кивуре, 8. мај 1925 — Дар ес Салам, 29. фебруар 2024) био је танзанијски политичар. Био је други председник Уједињене Републике Танзаније од 1985. до 1995. године. Пре обављања функције председника био је министар унутрашњих послова и потпредседник. Био је председник владајуће партије, Партије револуције од 1990. до 1996. године.

## Биографија
Током Мвињијеве власти у Танзанији су предузети први кораци да се преокрене социјалистичка политика Џулијуса Њеререа. Он је ублажио увозна ограничења и подстицао приватна предузећа. Током свог другог мандата под притиском страних донатора уведено је вишестраначје.
Често се назива Mzee Rukhsa (Све иде), промовисао је либерализацију морала, веровање, вредности (без кршења закона) и привреду. Поновио је та уверења обраћајући се земљи у борби против фанатика који су палили меснице у којима се продавало свињско месо. Фанатици су тврдили да је једење свињског меса у супротности с њиховим уверењима. Инсистирао је да је Танзанија слободна земља и да је важна индивидуална слобода веровања.

Многи тврде да је током мандата Мвињија земља била у транзицији из неуспелог експериментисања са социјализмом који је бацио танзанијску економију на колена. Током његове владавине донесене су важне одлуке које су довеле до либерализације привреде и краткотрајног привредног раста.